# Piper interruptum
Piper interruptum är en pepparväxtart som beskrevs av Philipp Filip Maximilian Opiz. Piper interruptum ingår i släktet Piper och familjen pepparväxter. Inga underarter finns listade i Catalogue of Life.